# Salamanca Club de Fútbol UDS
 (octobre 2020).
Si vous disposez d'ouvrages ou d'articles de référence ou si vous connaissez des sites web de qualité traitant du thème abordé ici, merci de compléter l'article en donnant les références utiles à sa vérifiabilité et en les liant à la section « Notes et références ».
Ne doit pas être confondu avec l'Unionistas de Salamanca, un autre club de football basé à Salamanque, ou l'UD Salamanque, un ancien club de football dissous en 2013.
Maillots
Actualités
Le Salamanca Club de Fútbol UDS est un club de football espagnol basé à Salamanque. Fondé le 12 août 2013, après la disparition de l'UD Salamanque, le club évolue depuis la saison 2024-2025 en Segunda Federación, quatrième échelon national.

## Histoire
Après la dissolution de l'UD Salamanque en 2013, certains dirigeants de l'entité décide de refonder l'équipe agricole pour préserver l'héritage du club historique. Dans ce but, ils créés le CD CF Salmantino. Au début, le club commencé à jouer dans la même division que l'ancienne équipe de réserve de l'UD Salamanque. Néanmoins, la Fédération royale espagnole de football a décidé en 2015 de reléguer toutes les équipes du club au niveau le plus bas, car elle considérait le nouveau CF Salmantino comme un club nouvellement fondé, totalement indépendant de l'UDS.
Lors de la saison 2015-2016, la première après la relégation administrative, le club est promu en cinquième division, et connaît un succès répété pour être revenu en Tercera División deux ans après la déclaration judiciaire.
Le 24 juin 2018, juste après son retour, le CF Salmantino est promu en Segunda División B en éliminant le SD Compostelle lors du dernier tour des barrages de promotion. Le 4 juillet 2018, José Miguel Campos est nommé nouvel entraîneur du club. Le 24 juillet, le club demande à la Fédération royale espagnole de football de changer le nom en Salamanca CF UDS, en récupérant le nom de l'ancienne équipe UD Salamanque, et d'utiliser son logo. Cependant, ce changement n'est accepté dans un premier temps, sous prétexte que la demande est présentée de façon obsolète, mais est finalement approuvé le 14 septembre 2018.
Bien que la FCYLF admette le changement de nom pour la saison 2018-2019, la RFEF confirme le nouveau nom à toutes fins pour la saison 2019-2020.

## Saison par saison
| Saison    | Niveau | Division              | Place | Copa del Rey  |
| --------- | ------ | --------------------- | ----- | ------------- |
| 2013-2014 | 4      | Tercera División      | 9e    |               |
| 2014-2015 | 4      | Tercera División      | 9e    |               |
| 2015-2016 | 6      | Primera Provincial    | 1er   |               |
| 2016-2017 | 5      | Primera Regional      | 1er   |               |
| 2017-2018 | 4      | Tercera División      | 4e    |               |
| 2018-2019 | 3      | Segunda División B    | 12e   |               |
| 2019-2020 | 3      | Segunda División B    | 13e   |               |
| 2020-2021 | 3      | Segunda División B    | 14e   |               |
| 2021-2022 | 4      | Segunda División RFEF | 15e   |               |
| 2022-2023 | 5      | Tercera Federación    | 3e    |               |
| 2023-2024 | 5      | Tercera Federación    | 2e    |               |
| 2024-2025 | 4      | Segunda Federación    | 9e    | Deuxième tour |
| 2025-2026 | 4      | Segunda Federación    |       |               |

- 3 saisons en Segunda División B (D3)
- 6 saisons en Tercera División puis en Segunda División RFEF / Segunda Federación (D4)
- 2 saisons en Tercera Federación (D5)